# Cirrodistis noela
Cirrodistis noela är en fjärilsart som beskrevs av Druce. Cirrodistis noela ingår i släktet Cirrodistis och familjen nattflyn. Inga underarter finns listade i Catalogue of Life.